# L'isola scomparsa
L'isola scomparsa è un film del 1921 diretto da Toddi.